# Wereldkampioenschappen beachvolleybal 2003 (mannen)
Het mannentoernooi van de wereldkampioenschappen beachvolleybal 2003 in Rio de Janeiro vond plaats van 14 tot en met 19 oktober. Het als eerste geplaatste duo Ricardo Santos en Emanuel Rego won in eigen land de wereldtitel door het Amerikaanse tweetal Dax Holdren en Stein Metzger in de finale in twee sets te verslaan. Het brons ging naar het eveneens Braziliaanse duo Benjamin Insfran en Márcio Araújo nadat het Portugese tweetal Miguel Maia en João Brenha de troostfinale niet kon spelen door een hamstringblessure bij Maia.

## Groepsfase
|  | Direct naar laatste 32                      |
|  | Als acht beste nummers drie naar laatste 32 |

### Groep A
| # | Ploeg                     | Punten | Wedstrijden | Wedstrijden | Spelpunten | Spelpunten | Spelpunten | Sets | Sets | Sets  |
| # | Ploeg                     | Punten | W           | V           | W          | V          | Ratio      | W    | V    | Ratio |
| - | ------------------------- | ------ | ----------- | ----------- | ---------- | ---------- | ---------- | ---- | ---- | ----- |
| 1 | Ricardo / Emanuel         | 6      | 3           | 0           | 140        | 98         | 1,429      | 6    | 1    | 6,000 |
| 2 | Fábio Luiz / Paulo Emilio | 5      | 2           | 1           | 128        | 109        | 1,174      | 5    | 2    | 2,500 |
| 3 | Holden / Leinemann        | 4      | 1           | 2           | 116        | 106        | 1,094      | 2    | 4    | 0,500 |
| 4 | Silva / Xisto             | 3      | 0           | 3           | 55         | 126        | 0,437      | 0    | 6    | 0,000 |

| Datum      |                           | Score |                           | Set 1   | Set 2   | Set 3  |
| ---------- | ------------------------- | ----- | ------------------------- | ------- | ------- | ------ |
| 14 oktober | Holden / Leinemann        | 2 – 0 | Silva / Xisto             | 21 – 5  | 21 – 11 |        |
| 14 oktober | Ricardo / Emanuel         | 2 – 1 | Fábio Luiz / Paulo Emilio | 21 – 14 | 15 – 21 | 15 – 8 |
| 15 oktober | Fábio Luiz / Paulo Emilio | 2 – 0 | Silva / Xisto             | 21 – 9  | 21 – 12 |        |
| 15 oktober | Ricardo / Emanuel         | 2 – 0 | Holden / Leinemann        | 21 – 13 | 26 – 24 |        |
| 15 oktober | Ricardo / Emanuel         | 2 – 0 | Silva / Xisto             | 21 – 13 | 21 – 5  |        |
| 15 oktober | Holden / Leinemann        | 0 – 2 | Fábio Luiz / Paulo Emilio | 17 – 21 | 20 – 22 |        |

### Groep B
| # | Ploeg                      | Punten | Wedstrijden | Wedstrijden | Spelpunten | Spelpunten | Spelpunten | Sets | Sets | Sets  |
| # | Ploeg                      | Punten | W           | V           | W          | V          | Ratio      | W    | V    | Ratio |
| - | -------------------------- | ------ | ----------- | ----------- | ---------- | ---------- | ---------- | ---- | ---- | ----- |
| 1 | Prosser / Williams         | 6      | 3           | 0           | 146        | 116        | 1,259      | 6    | 1    | 6,000 |
| 2 | Benjamin / Márcio Araújo   | 5      | 2           | 1           | 154        | 131        | 1,176      | 5    | 3    | 1,667 |
| 3 | Maaseide / Horrem          | 4      | 1           | 2           | 118        | 125        | 0,944      | 3    | 4    | 0,750 |
| 4 | Michalopoulos / Beligratis | 3      | 0           | 3           | 80         | 126        | 0,635      | 0    | 6    | 0,000 |

| Datum      |                          | Score |                            | Set 1   | Set 2   | Set 3   |
| ---------- | ------------------------ | ----- | -------------------------- | ------- | ------- | ------- |
| 14 oktober | Maaseide / Horrem        | 2 – 0 | Michalopoulos / Beligratis | 21 – 15 | 21 – 16 |         |
| 14 oktober | Benjamin / Márcio Araújo | 1 – 2 | Prosser / Williams         | 19 – 21 | 21 – 19 | 20 – 22 |
| 15 oktober | Prosser / Williams       | 2 – 0 | Michalopoulos / Beligratis | 21 – 12 | 21 – 15 |         |
| 15 oktober | Benjamin / Márcio Araújo | 2 – 1 | Maaseide / Horrem          | 21 – 14 | 16 – 21 | 15 – 12 |
| 15 oktober | Benjamin / Márcio Araújo | 2 – 0 | Michalopoulos / Beligratis | 21 – 10 | 21 – 12 |         |
| 15 oktober | Maaseide / Horrem        | 0 – 2 | Prosser / Williams         | 13 – 21 | 16 – 21 |         |

### Groep C
| # | Ploeg              | Punten | Wedstrijden | Wedstrijden | Spelpunten | Spelpunten | Spelpunten | Sets | Sets | Sets  |
| # | Ploeg              | Punten | W           | V           | W          | V          | Ratio      | W    | V    | Ratio |
| - | ------------------ | ------ | ----------- | ----------- | ---------- | ---------- | ---------- | ---- | ---- | ----- |
| 1 | Laciga / Laciga    | 6      | 3           | 0           | 134        | 96         | 1,396      | 6    | 1    | 6,000 |
| 2 | Cotrino / Thompson | 5      | 2           | 1           | 125        | 116        | 1,078      | 4    | 3    | 1,333 |
| 3 | Galli / Fenili     | 4      | 1           | 2           | 124        | 130        | 0,954      | 3    | 4    | 0,750 |
| 4 | Mesa / Carrasco    | 3      | 0           | 3           | 93         | 134        | 0,694      | 1    | 6    | 0,167 |

| Datum      |                    | Score |                    | Set 1   | Set 2   | Set 3  |
| ---------- | ------------------ | ----- | ------------------ | ------- | ------- | ------ |
| 14 oktober | Mesa / Carassco    | 0 – 2 | Galli / Fenili     | 12 – 21 | 18 – 21 |        |
| 14 oktober | Laciga / Laciga    | 2 – 0 | Cotrino / Thompson | 21 – 15 | 21 – 10 |        |
| 15 oktober | Cotrino / Thompson | 2 – 1 | Galli / Fenili     | 22 – 24 | 21 – 19 | 15 – 7 |
| 15 oktober | Laciga / Laciga    | 2 – 1 | Mesa / Carassco    | 21 – 9  | 14 – 21 | 15 – 9 |
| 15 oktober | Laciga / Laciga    | 2 – 0 | Galli / Fenili     | 21 – 17 | 21 – 15 |        |
| 15 oktober | Mesa / Carassco    | 0 – 2 | Cotrino / Thompson | 10 – 21 | 14 – 21 |        |

### Groep D
| # | Ploeg                  | Punten | Wedstrijden | Wedstrijden | Spelpunten | Spelpunten | Spelpunten | Sets | Sets | Sets  |
| # | Ploeg                  | Punten | W           | V           | W          | V          | Ratio      | W    | V    | Ratio |
| - | ---------------------- | ------ | ----------- | ----------- | ---------- | ---------- | ---------- | ---- | ---- | ----- |
| 1 | Dieckmann / Reckermann | 5      | 2           | 1           | 132        | 118        | 1,119      | 5    | 2    | 2,500 |
| 2 | Berg / Dahl            | 5      | 2           | 1           | 128        | 127        | 1,008      | 4    | 3    | 1,333 |
| 3 | Bosma / Herrera        | 4      | 1           | 2           | 128        | 121        | 1,058      | 3    | 4    | 0,750 |
| 4 | Gilbertsson / Svensson | 4      | 1           | 2           | 110        | 132        | 0,833      | 2    | 5    | 0,400 |

| Datum      |                        | Score |                        | Set 1   | Set 2   | Set 3   |
| ---------- | ---------------------- | ----- | ---------------------- | ------- | ------- | ------- |
| 14 oktober | Berg / Dahl            | 2 – 0 | Gilbertsson / Svensson | 21 – 19 | 21 – 15 |         |
| 14 oktober | Dieckmann / Reckermann | 2 – 0 | Bosma / Herrera        | 21 – 17 | 21 – 18 |         |
| 15 oktober | Bosma / Herrera        | 2 – 0 | Gilbertsson / Svensson | 21 – 15 | 21 – 15 |         |
| 15 oktober | Dieckmann / Reckermann | 2 – 0 | Berg / Dahl            | 21 – 18 | 21 – 19 |         |
| 15 oktober | Dieckmann / Reckermann | 1 – 2 | Gilbertsson / Svensson | 15 – 21 | 21 – 10 | 10 – 12 |
| 15 oktober | Berg / Dahl            | 2 – 1 | Bosma / Herrera        | 21 – 19 | 13 – 21 | 15 – 11 |

### Groep E
| # | Ploeg             | Punten | Wedstrijden | Wedstrijden | Spelpunten | Spelpunten | Spelpunten | Sets | Sets | Sets  |
| # | Ploeg             | Punten | W           | V           | W          | V          | Ratio      | W    | V    | Ratio |
| - | ----------------- | ------ | ----------- | ----------- | ---------- | ---------- | ---------- | ---- | ---- | ----- |
| 1 | Heyer / Egger     | 6      | 3           | 0           | 143        | 108        | 1,324      | 6    | 1    | 6,000 |
| 2 | Fonoimoana / Wong | 5      | 2           | 1           | 143        | 138        | 1,036      | 5    | 3    | 1,667 |
| 3 | Arkajev / Barsoek | 4      | 1           | 2           | 128        | 139        | 0,921      | 3    | 4    | 0,750 |
| 4 | Asahi / Nishimura | 3      | 0           | 3           | 97         | 126        | 0,770      | 0    | 6    | 0,000 |

| Datum      |                   | Score |                   | Set 1   | Set 2   | Set 3   |
| ---------- | ----------------- | ----- | ----------------- | ------- | ------- | ------- |
| 14 oktober | Fonoimoana / Wong | 2 – 0 | Asahi / Nishimura | 21 – 13 | 21 – 18 |         |
| 14 oktober | Heyer / Egger     | 2 – 0 | Arkajev / Barsoek | 21 – 11 | 25 – 23 |         |
| 15 oktober | Arkajev / Barsoek | 2 – 0 | Asahi / Nishimura | 21 – 18 | 21 – 18 |         |
| 15 oktober | Heyer / Egger     | 2 – 1 | Fonoimoana / Wong | 19 – 21 | 21 – 13 | 15 – 10 |
| 15 oktober | Heyer / Egger     | 2 – 0 | Asahi / Nishimura | 21 – 17 | 21 – 13 |         |
| 15 oktober | Fonoimoana / Wong | 2 – 1 | Arkajev / Barsoek | 21 – 23 | 21 – 17 | 15 – 12 |

### Groep F
| # | Ploeg                | Punten | Wedstrijden | Wedstrijden | Spelpunten | Spelpunten | Spelpunten | Sets | Sets | Sets  |
| # | Ploeg                | Punten | W           | V           | W          | V          | Ratio      | W    | V    | Ratio |
| - | -------------------- | ------ | ----------- | ----------- | ---------- | ---------- | ---------- | ---- | ---- | ----- |
| 1 | Tande / Cunha        | 6      | 3           | 0           | 134        | 108        | 1,241      | 6    | 0    | MAX   |
| 2 | Heuscher / Kobel     | 5      | 2           | 1           | 115        | 96         | 1,198      | 4    | 2    | 2,000 |
| 3 | Watanabe / Shiratori | 4      | 1           | 2           | 117        | 138        | 0,848      | 2    | 5    | 0,400 |
| 4 | Canet / Hamel        | 3      | 0           | 3           | 115        | 139        | 0,827      | 1    | 6    | 0,167 |

| Datum      |                  | Score |                      | Set 1   | Set 2   | Set 3   |
| ---------- | ---------------- | ----- | -------------------- | ------- | ------- | ------- |
| 14 oktober | Canet / Hamel    | 1 – 2 | Watanabe / Shiratori | 21 – 14 | 18 – 21 | 12 – 15 |
| 14 oktober | Heuscher / Kobel | 0 – 2 | Tande / Cunha        | 16 – 21 | 15 – 21 |         |
| 15 oktober | Tande / Cunha    | 2 – 0 | Watanabe / Shiratori | 21 – 16 | 24 – 22 |         |
| 15 oktober | Heuscher / Kobel | 2 – 0 | Canet / Hamel        | 21 – 13 | 21 – 12 |         |
| 15 oktober | Heuscher / Kobel | 2 – 0 | Watanabe / Shiratori | 21 – 15 | 21 – 14 |         |
| 15 oktober | Canet / Hamel    | 0 – 2 | Tande / Cunha        | 15 – 21 | 24 – 26 |         |

### Groep G
| # | Ploeg             | Punten | Wedstrijden | Wedstrijden | Spelpunten | Spelpunten | Spelpunten | Sets | Sets | Sets  |
| # | Ploeg             | Punten | W           | V           | W          | V          | Ratio      | W    | V    | Ratio |
| - | ----------------- | ------ | ----------- | ----------- | ---------- | ---------- | ---------- | ---- | ---- | ----- |
| 1 | Álvarez / Rosell  | 5      | 2           | 1           | 147        | 131        | 1,122      | 5    | 2    | 2,500 |
| 2 | Pará / Sigoli     | 5      | 2           | 1           | 112        | 109        | 1,028      | 4    | 2    | 2,000 |
| 3 | Blanton / Nygaard | 5      | 2           | 1           | 159        | 153        | 1,039      | 4    | 4    | 1,000 |
| 4 | Cès / Salvetti    | 3      | 0           | 3           | 114        | 139        | 0,820      | 1    | 6    | 0,167 |

| Datum      |                   | Score |                  | Set 1   | Set 2   | Set 3   |
| ---------- | ----------------- | ----- | ---------------- | ------- | ------- | ------- |
| 14 oktober | Álvarez / Rosell  | 2 – 0 | Ces / Salvetti   | 21 – 17 | 21 – 18 |         |
| 14 oktober | Blanton / Nygaard | 0 – 2 | Pará / Sigoli    | 19 – 21 | 17 – 21 |         |
| 14 oktober | Pará / Sigoli     | 2 – 0 | Ces / Salvetti   | 21 – 15 | 21 – 16 |         |
| 14 oktober | Blanton / Nygaard | 2 – 1 | Álvarez / Rosell | 19 – 21 | 34 – 32 | 15 – 10 |
| 15 oktober | Blanton / Nygaard | 2 – 1 | Ces / Salvetti   | 21 – 16 | 19 – 21 | 15 – 11 |
| 15 oktober | Álvarez / Rosell  | 2 – 0 | Pará / Sigoli    | 21 – 15 | 21 – 13 |         |

### Groep H
| # | Ploeg                    | Punten | Wedstrijden | Wedstrijden | Spelpunten | Spelpunten | Spelpunten | Sets | Sets | Sets  |
| # | Ploeg                    | Punten | W           | V           | W          | V          | Ratio      | W    | V    | Ratio |
| - | ------------------------ | ------ | ----------- | ----------- | ---------- | ---------- | ---------- | ---- | ---- | ----- |
| 1 | Fred / Brazão            | 6      | 3           | 0           | 143        | 123        | 1,163      | 6    | 1    | 6,000 |
| 2 | Berger / Doppler         | 5      | 2           | 1           | 137        | 127        | 1,028      | 4    | 2    | 2,000 |
| 3 | Bellaguarda / Dultra Jr. | 4      | 1           | 2           | 122        | 122        | 1,000      | 2    | 4    | 0,500 |
| 4 | Kais / Vesik             | 3      | 0           | 3           | 114        | 144        | 0,792      | 1    | 6    | 0,167 |

| Datum      |                          | Score |                          | Set 1   | Set 2   | Set 3   |
| ---------- | ------------------------ | ----- | ------------------------ | ------- | ------- | ------- |
| 14 oktober | Bellaguarda / Dultra Jr. | 2 – 0 | Kais / Vesik             | 21 – 10 | 21 – 18 |         |
| 14 oktober | Berger / Doppler         | 0 – 2 | Fred / Brazão            | 22 – 24 | 17 – 21 |         |
| 14 oktober | Fred / Brazão            | 2 – 1 | Kais / Vesik             | 19 – 21 | 21 – 14 | 16 – 14 |
| 14 oktober | Berger / Doppler         | 2 – 0 | Bellaguarda / Dultra Jr. | 31 – 29 | 21 – 16 |         |
| 15 oktober | Berger / Doppler         | 2 – 0 | Kais / Vesik             | 25 – 23 | 21 – 14 |         |
| 15 oktober | Bellaguarda / Dultra Jr. | 0 – 2 | Fred / Brazão            | 18 – 21 | 17 – 21 |         |

### Groep J
| # | Ploeg                    | Punten | Wedstrijden | Wedstrijden | Spelpunten | Spelpunten | Spelpunten | Sets | Sets | Sets  |
| # | Ploeg                    | Punten | W           | V           | W          | V          | Ratio      | W    | V    | Ratio |
| - | ------------------------ | ------ | ----------- | ----------- | ---------- | ---------- | ---------- | ---- | ---- | ----- |
| 1 | Dieckmann / Scheuerpflug | 6      | 3           | 0           | 147        | 133        | 1,105      | 6    | 2    | 3,000 |
| 2 | Kjemperud / Høidalen     | 5      | 2           | 1           | 138        | 123        | 1,122      | 5    | 2    | 2,500 |
| 3 | de Kogel / Mulder        | 4      | 1           | 2           | 136        | 140        | 0,971      | 3    | 5    | 0,600 |
| 4 | Nowotny / Gartmayer      | 3      | 0           | 3           | 111        | 136        | 0,816      | 1    | 6    | 0,167 |

| Datum      |                          | Score |                      | Set 1   | Set 2   | Set 3   |
| ---------- | ------------------------ | ----- | -------------------- | ------- | ------- | ------- |
| 14 oktober | Kjemperud / Høidalen     | 2 – 0 | de Kogel / Mulder    | 21 – 18 | 21 – 15 |         |
| 14 oktober | Dieckmann / Scheuerpflug | 2 – 0 | Nowotny / Gartmayer  | 21 – 14 | 21 – 14 |         |
| 14 oktober | Nowotny / Gartmayer      | 1 – 2 | de Kogel / Mulder    | 21 – 16 | 17 – 21 | 13 – 15 |
| 14 oktober | Dieckmann / Scheuerpflug | 2 – 1 | Kjemperud / Høidalen | 22 – 24 | 21 – 17 | 15 – 13 |
| 15 oktober | Dieckmann / Scheuerpflug | 2 – 1 | de Kogel / Mulder    | 11 – 21 | 21 – 18 | 15 – 12 |
| 15 oktober | Kjemperud / Høidalen     | 2 – 0 | Nowotny / Gartmayer  | 21 – 16 | 21 – 16 |         |

### Groep K
| # | Ploeg             | Punten | Wedstrijden | Wedstrijden | Spelpunten | Spelpunten | Spelpunten | Sets | Sets | Sets  |
| # | Ploeg             | Punten | W           | V           | W          | V          | Ratio      | W    | V    | Ratio |
| - | ----------------- | ------ | ----------- | ----------- | ---------- | ---------- | ---------- | ---- | ---- | ----- |
| 1 | Holdren / Metzger | 5      | 2           | 1           | 165        | 147        | 1,122      | 5    | 4    | 1,250 |
| 2 | Baracetti / Conde | 5      | 2           | 1           | 162        | 151        | 1,073      | 4    | 2    | 1,250 |
| 3 | Ahmann / Hager    | 4      | 1           | 2           | 155        | 152        | 1,020      | 4    | 4    | 1,000 |
| 4 | Child / Heese     | 4      | 1           | 2           | 115        | 147        | 0,782      | 3    | 5    | 0,600 |

| Datum      |                   | Score |                   | Set 1   | Set 2   | Set 3   |
| ---------- | ----------------- | ----- | ----------------- | ------- | ------- | ------- |
| 14 oktober | Holdren / Metzger | 2 – 1 | Ahmann / Hager    | 31 – 33 | 21 – 17 | 15 – 12 |
| 14 oktober | Baracetti / Conde | 1 – 2 | Child / Heese     | 20 – 22 | 21 – 19 | 10 – 15 |
| 14 oktober | Child / Heese     | 0 – 2 | Ahmann / Hager    | 13 – 21 | 14 – 21 |         |
| 14 oktober | Baracetti / Conde | 2 – 1 | Holdren / Metzger | 21 – 10 | 17 – 21 | 15 – 13 |
| 15 oktober | Baracetti / Conde | 2 – 1 | Ahmann / Hager    | 21 – 15 | 22 – 24 | 15 – 12 |
| 15 oktober | Holdren / Metzger | 2 – 1 | Child / Heese     | 21 – 6  | 18 – 21 | 15 – 5  |

### Groep L
| # | Ploeg                           | Punten | Wedstrijden | Wedstrijden | Spelpunten | Spelpunten | Spelpunten | Sets | Sets | Sets  |
| # | Ploeg                           | Punten | W           | V           | W          | V          | Ratio      | W    | V    | Ratio |
| - | ------------------------------- | ------ | ----------- | ----------- | ---------- | ---------- | ---------- | ---- | ---- | ----- |
| 1 | Klemperer / Rademacher          | 6      | 3           | 0           | 146        | 123        | 1,187      | 6    | 1    | 6,000 |
| 2 | Harley / Franco                 | 5      | 2           | 1           | 161        | 154        | 1,045      | 5    | 3    | 1,667 |
| 3 | Molinier / Deulofeu             | 4      | 1           | 2           | 133        | 141        | 0,943      | 2    | 5    | 0,400 |
| 4 | Schroffenegger / Schroffenegger | 3      | 0           | 3           | 132        | 154        | 0,857      | 2    | 6    | 0,333 |

| Datum      |                                 | Score |                                 | Set 1   | Set 2   | Set 3   |
| ---------- | ------------------------------- | ----- | ------------------------------- | ------- | ------- | ------- |
| 14 oktober | Schroffenegger / Schroffenegger | 1 – 2 | Molinier / Deulofeu             | 22 – 24 | 21 – 19 | 10 – 15 |
| 14 oktober | Harley / Franco                 | 1 – 2 | Klemperer / Rademacher          | 21 – 18 | 27 – 29 | 13 – 15 |
| 14 oktober | Klemperer / Rademacher          | 2 – 0 | Molinier / Deulofeu             | 21 – 17 | 21 – 6  |         |
| 14 oktober | Harley / Franco                 | 2 – 1 | Schroffenegger / Schroffenegger | 18 – 21 | 21 – 18 | 15 – 11 |
| 15 oktober | Harley / Franco                 | 2 – 0 | Molinier / Deulofeu             | 21 – 19 | 25 – 23 |         |
| 15 oktober | Schroffenegger / Schroffenegger | 0 – 2 | Klemperer / Rademacher          | 17 – 21 | 12 – 21 |         |

### Groep M
| # | Ploeg               | Punten | Wedstrijden | Wedstrijden | Spelpunten | Spelpunten | Spelpunten | Sets | Sets | Sets  |
| # | Ploeg               | Punten | W           | V           | W          | V          | Ratio      | W    | V    | Ratio |
| - | ------------------- | ------ | ----------- | ----------- | ---------- | ---------- | ---------- | ---- | ---- | ----- |
| 1 | Maia / Brenha       | 6      | 3           | 0           | 141        | 120        | 1,175      | 6    | 1    | 6,000 |
| 2 | Hernández / Papaleo | 5      | 2           | 1           | 122        | 108        | 1,130      | 4    | 2    | 2,000 |
| 3 | Rogers / Scott      | 4      | 1           | 2           | 108        | 116        | 0,931      | 2    | 4    | 0,500 |
| 4 | Backer / Boersma    | 3      | 0           | 3           | 113        | 140        | 0,807      | 1    | 6    | 0,167 |

| Datum      |                     | Score |                     | Set 1   | Set 2   | Set 3  |
| ---------- | ------------------- | ----- | ------------------- | ------- | ------- | ------ |
| 14 oktober | Maia / Brenha       | 2 – 1 | Backer / Boersma    | 19 – 21 | 22 – 20 | 15 – 8 |
| 14 oktober | Rogers / Scott      | 0 – 2 | Hernández / Papaleo | 16 – 21 | 17 – 21 |        |
| 14 oktober | Hernández / Papaleo | 2 – 0 | Backer / Boersma    | 21 – 17 | 21 – 15 |        |
| 14 oktober | Rogers / Scott      | 0 – 2 | Maia / Brenha       | 16 – 21 | 17 – 21 |        |
| 15 oktober | Rogers / Scott      | 2 – 0 | Backer / Boersma    | 21 – 13 | 21 – 19 |        |
| 15 oktober | Maia / Brenha       | 2 – 0 | Hernández / Papaleo | 22 – 20 | 21 – 18 |        |

## Knockoutfase
| Zestiende finale | Zestiende finale          | Zestiende finale | Zestiende finale | Zestiende finale |  |    | Achtste finale           | Achtste finale           | Achtste finale | Achtste finale | Achtste finale |  |  | Kwartfinale | Kwartfinale              | Kwartfinale | Kwartfinale | Kwartfinale |  |  | Halve finale | Halve finale             | Halve finale | Halve finale | Halve finale |  |              | Finale                   | Finale            | Finale       | Finale       | Finale |
|                  |                           |                  |                  |                  |  |    |                          |                          |                |                |                |  |  |             |                          |             |             |             |  |  |              |                          |              |              |              |  |              |                          |                   |              |              |        |
| 1                | Ricardo / Emanuel         | 21               | 21               |                  |  |    |                          |                          |                |                |                |  |  |             |                          |             |             |             |  |  |              |                          |              |              |              |  |              |                          |                   |              |              |        |
| 28               | Bosma / Herrera           | 18               | 12               |                  |  |    | 1                        | Ricardo / Emanuel        | 21             | 22             |                |  |  |             |                          |             |             |             |  |  |              |                          |              |              |              |  |              |                          |                   |              |              |        |
| 10               | Baracetti / Conde         | 14               | 16               |                  |  | 20 | Fonoimoana / Wong        | 12                       | 20             |                |                |  |  |             |                          |             |             |             |  |  |              |                          |              |              |              |  |              |                          |                   |              |              |        |
| 20               | Fonoimoana / Wong         | 21               | 21               |                  |  |    |                          |                          |                |                |                |  |  | 1           | Ricardo / Emanuel        | 21          | 21          |             |  |  |              |                          |              |              |              |  |              |                          |                   |              |              |        |
| 9                | Dieckmann / Scheuerpflug  | 21               | 21               |                  |  |    |                          |                          |                |                |                |  |  | 32          | Fred / Brazão            | 19          | 16          |             |  |  |              |                          |              |              |              |  |              |                          |                   |              |              |        |
| 23               | Maaseide / Horrem         | 15               | 18               |                  |  |    | 9                        | Dieckmann / Scheuerpflug | 33             | 19             |                |  |  |             |                          |             |             |             |  |  |              |                          |              |              |              |  |              |                          |                   |              |              |        |
| 32               | Fred / Brazão             | 21               | 21               |                  |  | 32 | Fred / Brazão            | 35                       | 21             |                |                |  |  |             |                          |             |             |             |  |  |              |                          |              |              |              |  |              |                          |                   |              |              |        |
| 27               | Cotrino / Thompson        | 18               | 12               |                  |  |    |                          |                          |                |                |                |  |  |             |                          |             |             |             |  |  | 1            | Ricardo / Emanuel        |              |              |              |  |              |                          |                   |              |              |        |
| 5                | Heyer / Egger             | 21               | 23               |                  |  |    |                          |                          |                |                |                |  |  |             |                          |             |             |             |  |  | 13           | Maia / Brenha            |              |              |              |  |              |                          |                   |              |              |        |
| 16               | Kjemperud / Høidalen      | 23               | 25               |                  |  |    | 16                       | Kjemperud / Høidalen     | 22             | 21             | 11             |  |  |             |                          |             |             |             |  |  |              |                          |              |              |              |  |              |                          |                   |              |              |        |
| 13               | Maia / Brenha             | 21               | 21               |                  |  | 13 | Maia / Brenha            | 24                       | 13             | 15             |                |  |  |             |                          |             |             |             |  |  |              |                          |              |              |              |  |              |                          |                   |              |              |        |
| 46               | Galli / Fenili            | 16               | 17               |                  |  |    |                          |                          |                |                |                |  |  | 13          | Maia / Brenha            | 21          | 18          | 16          |  |  |              |                          |              |              |              |  |              |                          |                   |              |              |        |
| 25               | Fábio Luiz / Paulo Emilio | 16               | 18               |                  |  |    |                          |                          |                |                |                |  |  | 7           | Blanton / Nygaard        | 18          | 21          | 14          |  |  |              |                          |              |              |              |  |              |                          |                   |              |              |        |
| 11               | Harley / Franco           | 21               | 21               |                  |  |    | 11                       | Harley / Franco          | 21             | 14             | 13             |  |  |             |                          |             |             |             |  |  |              |                          |              |              |              |  |              |                          |                   |              |              |        |
| 4                | Dieckmann / Reckermann    | 19               | 16               |                  |  | 7  | Blanton / Nygaard        | 16                       | 21             | 15             |                |  |  |             |                          |             |             |             |  |  |              |                          |              |              |              |  |              |                          |                   |              |              |        |
| 7                | Blanton / Nygaard         | 21               | 21               |                  |  |    |                          |                          |                |                |                |  |  |             |                          |             |             |             |  |  |              |                          |              |              |              |  |              | 1                        | Ricardo / Emanuel | 21           | 21           |        |
| 3                | Laciga / Laciga           | 21               | 19               | 15               |  |    |                          |                          |                |                |                |  |  |             |                          |             |             |             |  |  |              |                          |              |              |              |  |              | 15                       | Holdren / Metzger | 18           | 15           |        |
| 29               | Arkajev / Barsoek         | 16               | 21               | 13               |  |    | 3                        | Laciga / Laciga          | 21             | 25             |                |  |  |             |                          |             |             |             |  |  |              |                          |              |              |              |  |              |                          |                   |              |              |        |
| 36               | Hernández / Papaleo       | 21               | 21               |                  |  | 36 | Hernández / Papaleo      | 19                       | 23             |                |                |  |  |             |                          |             |             |             |  |  |              |                          |              |              |              |  |              |                          |                   |              |              |        |
| 31               | Pará / Sigoli             | 12               | 19               |                  |  |    |                          |                          |                |                |                |  |  | 3           | Laciga / Laciga          | 14          | 20          |             |  |  |              |                          |              |              |              |  |              |                          |                   |              |              |        |
| 35               | Klemperer / Rademacher    | 21               | 16               | 15               |  |    |                          |                          |                |                |                |  |  | 2           | Benjamin / Márcio Araújo | 21          | 22          |             |  |  |              |                          |              |              |              |  |              |                          |                   |              |              |        |
| 39               | Ahmann / Hager            | 18               | 21               | 11               |  |    | 35                       | Klemperer / Rademacher   | 16             | 16             |                |  |  |             |                          |             |             |             |  |  |              |                          |              |              |              |  |              |                          |                   |              |              |        |
| 30               | Tande / Cunha             | 19               | 15               |                  |  | 2  | Benjamin / Márcio Araújo | 21                       | 21             |                |                |  |  |             |                          |             |             |             |  |  |              |                          |              |              |              |  |              |                          |                   |              |              |        |
| 2                | Benjamin / Márcio Araújo  | 21               | 21               |                  |  |    |                          |                          |                |                |                |  |  |             |                          |             |             |             |  |  | 2            | Benjamin / Márcio Araújo | 19           | 14           |              |  |              |                          |                   |              |              |        |
| 18               | Álvarez / Rosell          | 14               | 16               |                  |  |    |                          |                          |                |                |                |  |  |             |                          |             |             |             |  |  | 15           | Holdren / Metzger        | 21           | 21           |              |  |              |                          |                   |              |              |        |
| 21               | Berg / Dahl               | 21               | 21               |                  |  |    | 21                       | Berg / Dahl              | 19             | 12             |                |  |  |             |                          |             |             |             |  |  |              |                          |              |              |              |  |              |                          |                   |              |              |        |
| 15               | Holdren / Metzger         | 21               | 17               | 15               |  | 15 | Holdren / Metzger        | 21                       | 21             |                |                |  |  |             |                          |             |             |             |  |  |              |                          |              |              |              |  |              |                          |                   |              |              |        |
| 24               | Holden / Leinemann        | 15               | 21               | 10               |  |    |                          |                          |                |                |                |  |  | 15          | Holdren / Metzger        | 23          | 21          |             |  |  |              |                          |              |              |              |  | Troostfinale | Troostfinale             | Troostfinale      | Troostfinale | Troostfinale |        |
| 8                | Berger / Doppler          | 11               | 22               |                  |  |    |                          |                          |                |                |                |  |  | 6           | Heuscher / Kobel         | 21          | 18          |             |  |  |              |                          |              |              |              |  |              |                          |                   |              |              |        |
| 6                | Heuscher / Kobel          | 21               | 24               |                  |  |    | 6                        | Heuscher / Kobel         | 21             | 21             |                |  |  |             |                          |             |             |             |  |  |              |                          |              |              |              |  | 13           | Maia / Brenha            |                   |              |              |        |
| 26               | Prosser / Williams        | 19               | 21               | 15               |  | 26 | Prosser / Williams       | 16                       | 19             |                |                |  |  |             |                          |             |             |             |  |  |              |                          |              |              |              |  | 2            | Benjamin / Márcio Araújo |                   |              |              |        |
| 40               | de Kogel / Mulder         | 21               | 19               | 12               |  |    |                          |                          |                |                |                |  |  |             |                          |             |             |             |  |  |              |                          |              |              |              |  |              |                          |                   |              |              |        |

1997 ·
1999 ·
2001 ·
2003 ·
2005 ·
2007 ·
2009 ·
2011 ·
2013 ·
2015 ·
2017 ·
2019 ·
2022 ·
2023